# Aeropuerto de Zrenjanin
El Aeropuerto de Zrenjanin (en serbio latino: Aerodrom Zrenjanin, Cirílico: Аеродром 3peњaнин) (IATA: ZRE, OACI: LYZR) es un aeropuerto ubicado en el Municipio de Zrenjanin, Serbia, que reemplazó en 1977 al antiguo aeropuerto de Zrenjanin construido en 1929 en Bagljaš, y conocido como Ečka (por su proximidad a dicho pueblo). El aeropuerto es utilizado para cuestiones deportivas y de negocios, y utilizado para la formación de nuevos pilotos. Con la reconstrucción en curso, se convertirá en aeropuerto internacional. 

## Ubicación
El aeropuerto de Zrenjanin se encuentra a solo 7 kilómetros al sureste de Zrenjanin, y al este del pueblo de Ečka en la autovía Zrenjanin–Belgrado. Se encuentra a 75 metros sobre el nivel del mar y tiene una extensión de 300 hectáreas.

## Historia
Los alemanes construyeron el aeropuerto con una pista de hormigón (1.800 metros de largo y 50 metros de ancho - la mayor del mundo en ese momento) en 1942 durante la ocupación de la región de Banato (donde está Zrenjanin). El aeropuerto fue utilizado por la Luftwaffe para efectuar ataques militares en Serbia durante la Segunda Guerra Mundial. Tras la guerra, el aeropuerto y la región volvieron a manos serbias. La pista de hormigón fue destruida por la armada yugoslava en 1948 a comienzos de la crisis de Informbiro y los restos de esta aun son visibles.

## Total reconstrucción del aeropuerto (en proceso)

### Fase 1 (prácticamente completada)
La primera fase contempla la construcción de una torre de control, hangar, terminal, plataforma y otros elementos esenciales. El consorcio de la ciudad de Zrenjanin está actualmente reuniendo los 650.000€ necesarios para financiar la construcción y dar al aeropuerto de Ečka la condición de Aeropuerto Internacional. El aeropuerto podrá albergar a veinte aviones en cualquier momento.
El 7 de mayo de 2007, el aeropuerto de Zrenjanin obtuvo la licencia para contar con tráfico de pasajeros y carga de la Dirección de Tráfico Civil Aéreo.

### Fase 2
La segunda fase de la reconstrucción, valorada en 3 millones de euros, permitirá recuperar la pista de hormigón alemana, paralela a la pista de hierba. La conclusión de la fase 2 permitirá el despegue y aterrizaje de aviones de carga y pasaje.

## Acuerdo con Vizium Air
En septiembre de 2008, la compañía austriaca Vizium Air (representante general de Diamond Aircraft, el mayor fabricante de aviones de ocio en Europa) firmó un acuerdo con el consorcio de la ciudad de Zrenjanin que incluye la construcción de instalaciones de fabricación de aviones de ocio (apertura de dos instalaciones de producción), un centro de atención y una escuela de vuelo en Zrenjanin con la reconstrucción de la pista de hormigón, que dará empleo a 400 personas.
La compañía austriaca anunció recientemente que tenía intención de adquirir 15 hectáreas adicionales cerca del aeropuerto de Ečka e invertirá 30 millones de euros en el desarrollo de la industria aeronáutica de Serbia.